# Новая Сильвия
Новая Сильвия — традиционно выделяемый район Павловского парка, наибольшую часть которого составляет вытянутая в меридиональном направлении узкая роща, имеющая в разных местах от 1 до 5 параллельных дорожек, образующих 4 площадки — зелёных зала.
Характер параллельных дорожек Новой Сильвии различен: ближайшая к долине реки Славянки должна создавать радостное настроение, центральная эмоционально нейтральна и создаёт ассоциации с парадным шествием, а дорожка начинающаяся у Траурных ворот мавзолея супруга-благодетелю создаёт задумчивое настроение и мрачна даже в летние солнечные дни. К основной части Новой Сильвии, где проходят обсаженные акациями и углублённые на дециметр в землю дорожки, примыкает траурная Мавзолейная роща, историческая планировка которой до сих пор не восстановлена.

## История и описание
Земли были добавлены к имению Павловскому после того, как Павел I взошёл на престол. Новая Сильвия создавалась в 1799—1800 годах архитектором Винченцо Бренной, сохранившим характер обширного густого леса с его тайной тишиной и прохладой. Расположенные здесь статуя Аполлона Мусагета, колонна «Конец света» и Мавзолей супругу-благодетелю являются объектами культурного наследия.
- Статуя Аполлона Мусагета отлита литейным мастером Э. Гастеклу с оригинала IV века до н. э.
- Колонна «Конец света» ионического ордера, выполненная из розового олонецкого мрамора, была создана по проекту Ч. Камерона в 1783 году[2] и поначалу установлена в конце Тройной липовой аллеи, где в то время проходила граница великокняжеского парка — отсюда и её название. Впоследствии В. Бренна перенёс её сюда, в Новую Сильвию.
- Вид на Мавзолей супругу-благодетелю открывается в глубине района за оврагом. Мемориальное сооружение строилось в 1806—1819 годах в память об императоре Павле I по проекту архитектора Ж.-Ф. Тома де Томона. Мавзолей имеет вид греческого античного храма из четырёх дорических колонн красного гранита, стоящих на гранитном подиуме и поддерживающих фронтон с надписью «Супругу-Благодетелю». Вдоль стен тянется фриз из скорбных трагических масок с закрытыми глазами и застывшими каплями слёз. Внутри храма находится скульптурный монумент, созданный И. П. Мартосом и изображающий царственную женщину, оплакивающую урну с прахом; на его пьедестале изображено семейство императора Александра I[3]..